# Tomas Juška
Tomas Juška (* 23. November 1968 in Kėdainiai) ist ein litauischer Unternehmer, Direktor und Großaktionär der Libra-Holding. 2003 wurde er zum Nachwuchsmanager des Jahres gewählt – im litauischen Maßstab. Nach Angaben des Magazins Veidas gehört er zu den 30 reichsten Einwohnern Litauens (29. Platz, 2006).

## Leben
1987 erlangte Tomas Juška die Hochschulreife in Ramygala, in der Rajongemeinde Panevėžys. 1994 schloss er ein BWL-Studium an der Wirtschaftsfakultät der Universität Vilnius ab.
Ab 1991 war Juška in verschiedenen Unternehmen der Holding im Management beschäftigt.